# 济州日报
《济州日报》（韓語：제주일보）在济州特別自治道济州市发行的报纸。

## 历史
1945年创刊，名《济州新报》。1962年原济州新聞和济民日報合并为济州新聞。1996年改为現名。